# Комплекс Бановине у Новом Саду
Комплекс Бановине у Новом Саду је седиште Покрајинске владе Војводине и Скупштина Аутономне Покрајине Војводине. Обухвата зграду Бановине и Бански двор. Грађен је од 1936. до 1939. у стилу модерне према пројекту архитекте Драгише Брашована за потребе Дунавске бановине.  

## Бановина
Бановина (Бановинска палата) се налази у самом центру града, на углу Булевара Михајла Пупина и Улице Жарка Зрењанина. Грађена је за управу Дунавске бановине, а данас је седиште Покрајинске владе Војводине и њених секретаријата. Објекат је затворене издужене потковичасте основе. Полукружни део зграде налази се на западној страни, а на супротној, источној страни налази се кула чија је основа квадратног пресека. Зграда се састоји од сутерена, партера и два спрата. Дужине је 180 метара, ширине 44 метра и висине око 20 метара, осим куле, чија је висина 42 метра. Обложена је белим брачким мермером. Изнад репрезентативног улаза према Булевару Михајла Пупина налазе се медаљони са ликовима краља Петра Првог, краља Александра, војводе Степе Степановића, Живојина Мишића, Радомира Путника и Петра Бојовића.
Зграда је функционално организована са ходницима у кружном току и канцеларијама у низу. Састоји се од 569 одељења, а у средишту зграде налази се свечани хол.

## Бански двор
Бански двор (Већница) се налази јужно од Бановине, од које је одвојен Бановинским пролазом. Грађен је као резиденција за банове Дунавске бановине, а данас се у њему налази Скупштина Аутономне Покрајине Војводине. Објекат је крстасте основе, димензија од 57,5 до 100 метара. Има сутерен, партер, спрат и поткровље. У згради се налази 147 просторија и сала за скупштинска заседања.